# Втікач серед нас
«Втікач серед нас» (англ. Fugitive Among Us) — американський телевізійний фільм 1992 року.

## Сюжет
Кел Гарпер є головним підозрюваним у справі про зґвалтування, яку веде детектив Макс Коул. Познайомившись з помічницею адвоката, Кел збігає з нею прямо із залу суду, коли його визнають винним. Через деякий час відбувається ще один подібний випадок зґвалтування і жертва, яка спочатку впізнала по фотографії Гарпера, розуміє, що помилилася. І тепер Келу належить знайти справжнього злочинця.

## У ролях
| Актор            | Роль          |
| ---------------- | ------------- |
| Пітер Штраусс    | Макс Коул     |
| Ерік Робертс     | Кел Гарпер    |
| Елізабет Пенья   | Фло Мартін    |
| Гай Бойд         | Лес Стаббс    |
| Лорен Голлі      | Сьюзі Брайант |
| Сальватор Ксереб | Террі Гіффорд |
| Кірстен Воррен   | Шеррі Неш     |
| Аннетт МакКарті  | Керол         |
| Денніс Леттс     | Ллойд Ярборо  |
| Тайріз Аллен     | Дженкінс      |
| Норман Беннетт   | суддя         |